# Гломб, Анджей
Анджей Гломб (пол. Andrzej Głąb); 10 ноября 1966, Хелм, Польша — польский борец греко-римского стиля, призёр Олимпийских игр, трёхкратный чемпион Польши (1988, 1989, 1993)  .

## Биография
В детстве и подростковом возрасте занимался каратэ, с 1982 года начал заниматься борьбой. 
В 1986 году был четвёртым на чемпионате Европы в возрастной категории Espoir, на чемпионате мира среди взрослых был пятым. В 1987 году стал бронзовым призёром турниров Golden Grand Prix и FILA Grand Prix Gala, на чемпионате Европы был пятым, на чемпионате мира четвёртым. В 1988 году выиграл FILA Grand Prix Gala, был четвёртым на чемпионате Европы и шестым на Гран-при Германии.
На Летних Олимпийских играх 1988 года в Сеуле боролся в категории до 48 килограммов (первый наилегчайший вес). Участники турнира, числом в 15 человек в категории, были разделены на две группы. За победу в схватках присуждались баллы, от 4 баллов за чистую победу и 0 баллов за чистое поражение. Когда в каждой группе определялись четыре борца с наибольшими баллами (борьба проходила по системе с выбыванием после двух поражений), они разыгрывали между собой места в группе. Затем победители групп встречались в схватке за первое-второе места, занявшие второе место — за третье-четвёртое места, занявшие третье место — за пятое-шестое места, четвёртое — за седьмое-восьмое места. 
Анджей Гломб сумел победить всех в своей группе, включая действующего чемпиона мира Махяддина Аллахвердиева,  но в финальной встрече проиграл олимпийскому чемпиону Винченцо Маэнце и стал серебряным призёром Игр.
| Выступление на Олимпийских играх 1988 года | Выступление на Олимпийских играх 1988 года | Выступление на Олимпийских играх 1988 года | Выступление на Олимпийских играх 1988 года | Выступление на Олимпийских играх 1988 года | Выступление на Олимпийских играх 1988 года | Выступление на Олимпийских играх 1988 года | Выступление на Олимпийских играх 1988 года |
| Круг                                       | Соперник                                   | Страна                                     | Результат                                  | Счёт                                       | Баллы                                      | Всего баллов                               | Время схватки                              |
| ------------------------------------------ | ------------------------------------------ | ------------------------------------------ | ------------------------------------------ | ------------------------------------------ | ------------------------------------------ | ------------------------------------------ | ------------------------------------------ |
| 1                                          | Махяддин Аллахвердиев                      | Союз Советских Социалистических Республик  | Победа                                     | 10-5                                       | 3,0                                        | 3,0                                        | 6:00                                       |
| 2                                          | Дов Гроберманн                             | Израиль                                    | Победа                                     | 16-7                                       | 3,0                                        | 6,0                                        | 6:00                                       |
| 3                                          | Йожеф Фарагё                               | Венгрия                                    | Победа                                     | Дисквалификация (пассивность)              | 3,0                                        | 9,0                                        | 5:49                                       |
| 4                                          | Халид Эль-Фарей                            | Сирия                                      | Победа                                     | 10-5                                       | 3,0                                        | 12,0                                       | 6:00                                       |
| Финал                                      | Винченцо Маэнца                            | Италия                                     | Поражение                                  | 0-3                                        |                                            |                                            | 6:00                                       |

В 1989 году был 11-м на Гран-при Германии, четвёртым на чемпионате Европы и пятым на чемпионате мира. В 1991 году был 11-м на чемпионате мира, в 1993 завоевал в третий раз титул чемпиона Польши и стал бронзовым призёром Гран-при Германии. В 27-летнем возрасте оставил карьеру ввиду многочисленных травм коленных и локтевых суставов . 
По первой профессии — механик. Позднее закончил тренерский факультет в Гожуве-Велькопольском, затем тренировал в клубе Gryfa Chełm. Среди его воспитанников братья Дариуш (чемпион мира и Европы) и Пётр Яблонские (неоднократный чемпион Польши, участник олимпийских игр). Дочь Анджея Гломба Анджелика — участница и призёр многих турниров, бронзовый призёр чемпионата Европы среди юниоров по женской борьбе 2007 года.